# Roswell (Dakota del Sud)
Roswell è un census-designated place (CDP) degli Stati Uniti d'America e capoluogo della contea di Miner nello Stato del Dakota del Sud. La popolazione era di 15 abitanti al censimento del 2010. È stata disincorporata nel 2012.
Roswell fu progettata nel 1883 e intitolata in onore di Roswell Miller, un ferroviere.

## Geografia fisica
Roswell è situata a 44°00′24″N 97°41′45″W (44.006710, −97.695717).
Secondo lo United States Census Bureau, la città ha una superficie totale di 3,66 km², dei quali 3,66 km² di territorio e 0 km² di acque interne (0% del totale).

## Società

### Evoluzione demografica
Secondo il censimento del 2010, la popolazione era di 15 abitanti.

### Etnie e minoranze straniere
Secondo il censimento del 2010, la composizione etnica della città era formata dal 100% di bianchi, lo 0% di afroamericani, lo 0% di nativi americani, lo 0% di asiatici, lo 0% di oceanici, lo 0% di altre etnie, e lo 0% di due o più etnie. Ispanici o latinos di qualunque etnia erano lo 0% della popolazione.